# Schloss Holzen

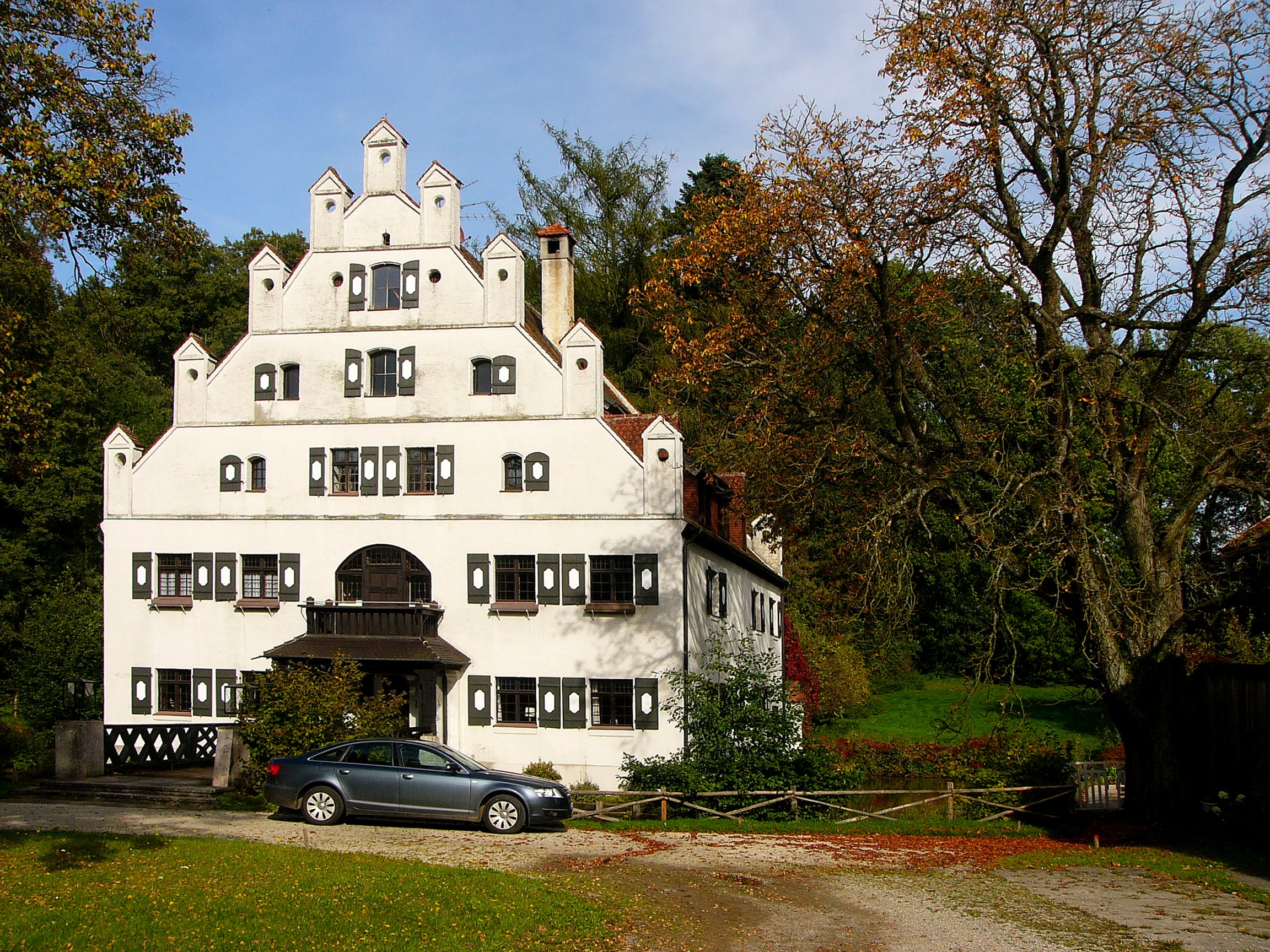
Schloss Holzen

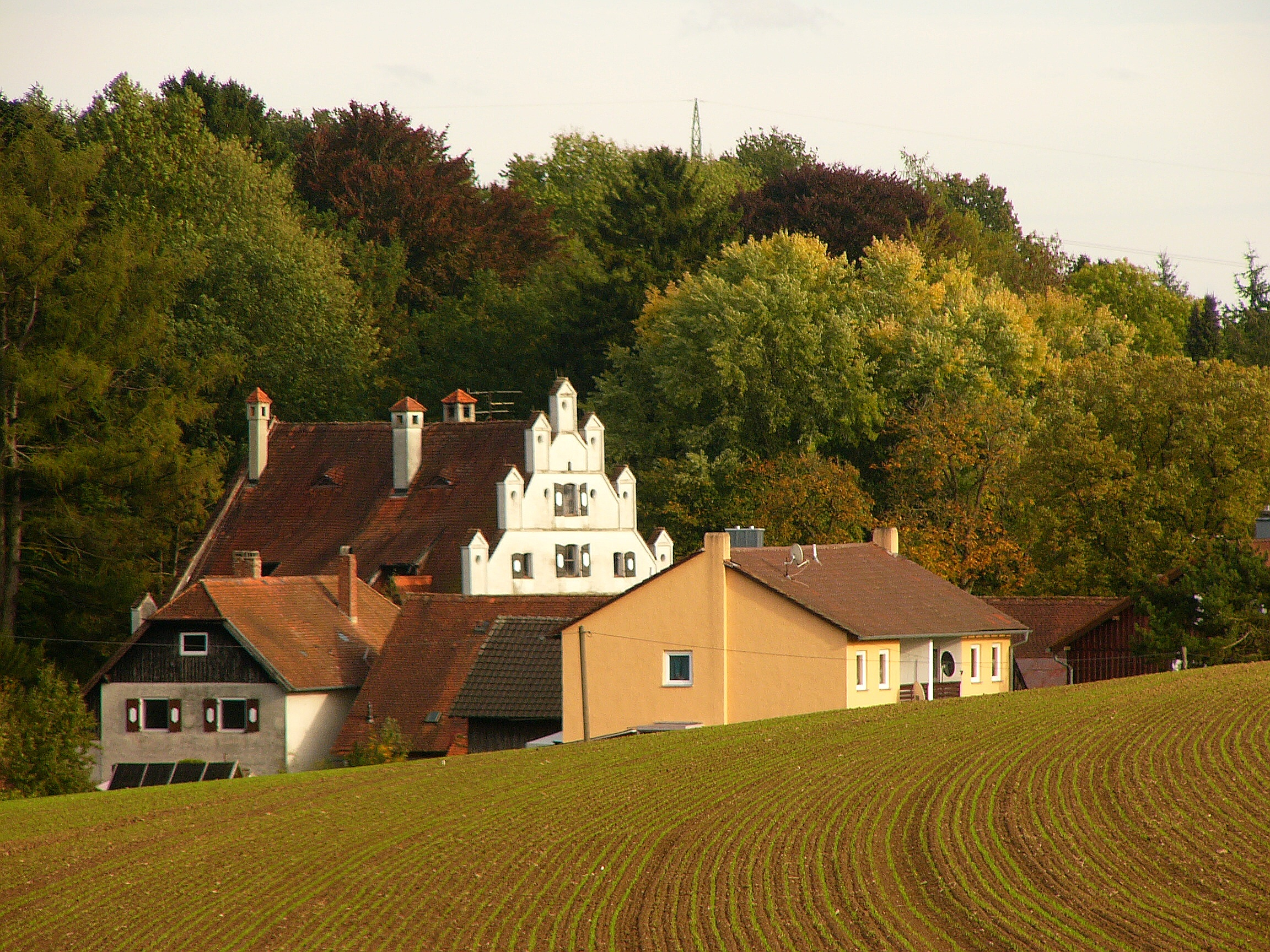
Lage des Schlosses im Dorf

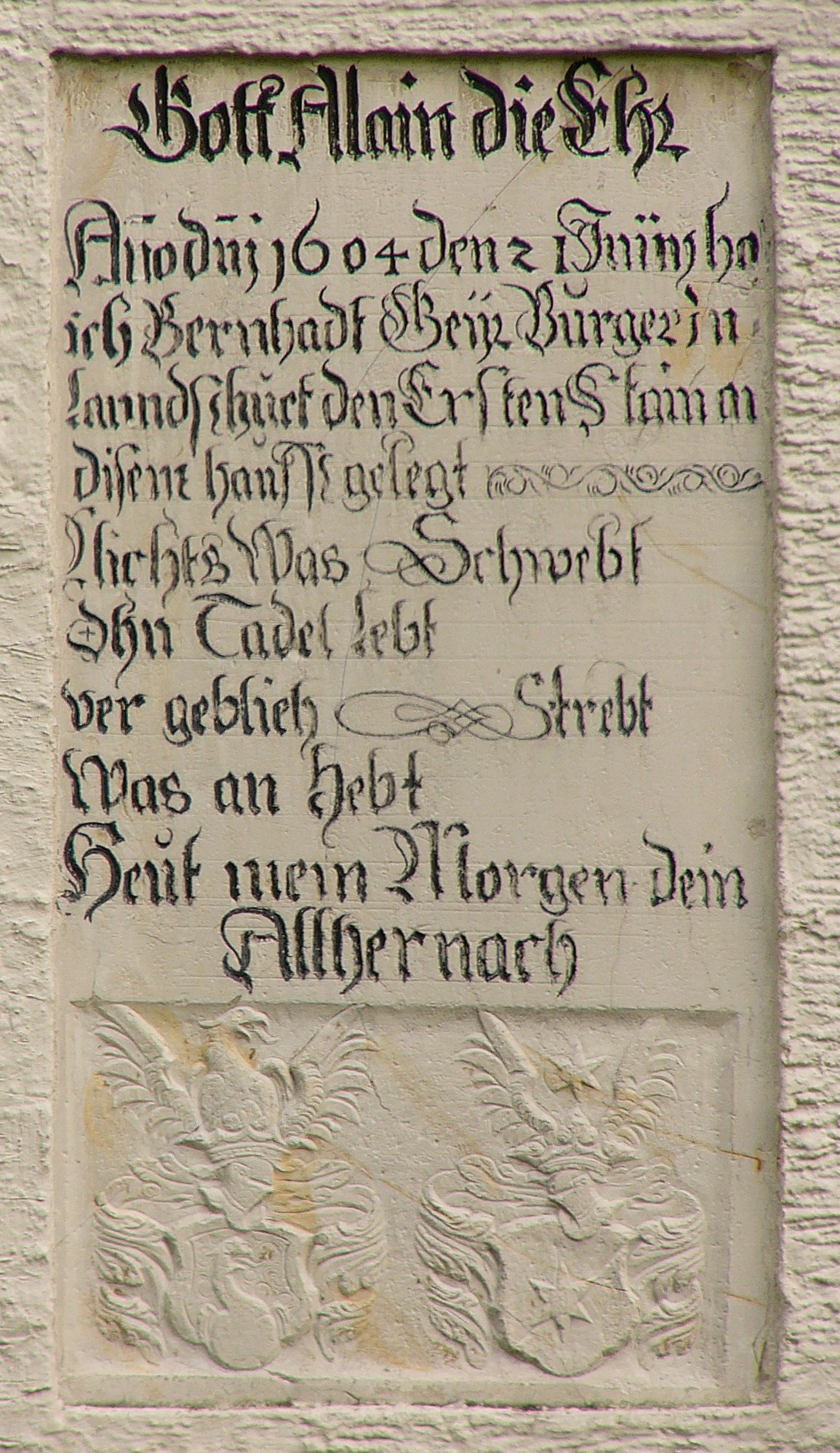
Inschrifttafel von 1905

Das Wasserschloss Holzen in der niederbayerischen Marktgemeinde Essenbach ist ein ehemaliger Herrensitz des gleichnamigen Landgutes. Es ist unter der Nummer D-2-74-128-19 in die Denkmalliste des Bayerischen Landesamtes für Denkmalpflege eingetragen.

## Geschichte
Das Schloss wurde laut einer Inschrifttafel, die sich seit 1905 an der Nordwand befindet, im Jahr 1604 erbaut. Im Jahr 1905 erfolgte ein Umbau durch  Louis van Heemskerck.

## Beschreibung
Der stattliche zweigeschossige Putzbau besitzt ein steiles, drei Geschosse umfassendes Satteldach. Die Giebelfassade ist von neun Zinnen bekrönt. Der Bau ist vollständig von einem Wassergraben umgeben.